# Johnny Watts
Pour les articles homonymes, voir Watts (homonymie).
Johnny Watts est un footballeur anglais né le 13 avril 1931 à Birmingham et mort en mars 2006 à Brownhills. Il joue au poste de milieu de terrain.

## Biographie
John Watts est né à Vauxhall, Angleterre. Il commence sa carrière professionnelle avec Birmingham City en 1951.
Durant son passage à Birmingham, il dispute notamment la Coupe des villes de foires : il joue 17 matchs dans cette compétition et est titulaire lors de la double-confrontation en finale contre le FC Barcelone en  1958-1960.
Il dispute au total 185 matchs pour 3 buts marqués en première division anglaise.
Après son départ de Birmingham City en 1963, Watts rejoint Nuneaton Borough où il joue une saison.
En 1964, il rejoint Bromsgrove Rovers où il termine sa carrière de joueur en 1969.

## Palmarès
Birmingham City
- Second Division
  - Vainqueur : 1954-1955.

- Coupe des villes de foires :
  - Finaliste : 1958-1960.